# Scutellarioideae
Scutellarioideae es una subfamilia de plantas de flores de la familia Lamiaceae que tiene los siguientes géneros.

## Géneros
Holmskioldia - Salazaria - Scutellaria - Tinnea